# Neyruz
Neyruz (antiguamente en alemán Rauschenbach) es una comuna suiza del cantón de Friburgo, situada en el distrito de Sarine. Limita al norte con la comuna de Avry, al noreste con Matran, al este y sureste con Hauterive, al suroeste con Cottens, y al oeste con La Brillaz.

## Transportes
Ferrocarril
Cuenta con una estación ferroviaria en la que efectúan  parada trenes regionales.